# ماسیمو گوتی
ماسیمو گوتی (انگلیسی: Massimo Gotti؛ زادهٔ ۲۷ مهٔ ۱۹۸۶) بازیکن فوتبال اهل ایتالیا است.
از باشگاه‌هایی که در آن بازی کرده‌است می‌توان به باشگاه فوتبال آسکولی، باشگاه فوتبال اودینزه، باشگاه فوتبال پادوا، باشگاه فوتبال آتالانتا، باشگاه فوتبال امپولی، ماترا کالچو، و باشگاه فوتبال ترنانا اشاره کرد.
وی همچنین در تیم ملی فوتبال زیر ۱۷ سال ایتالیا بازی کرده‌است.